# Séries de divisions de la Ligue nationale de baseball 2014

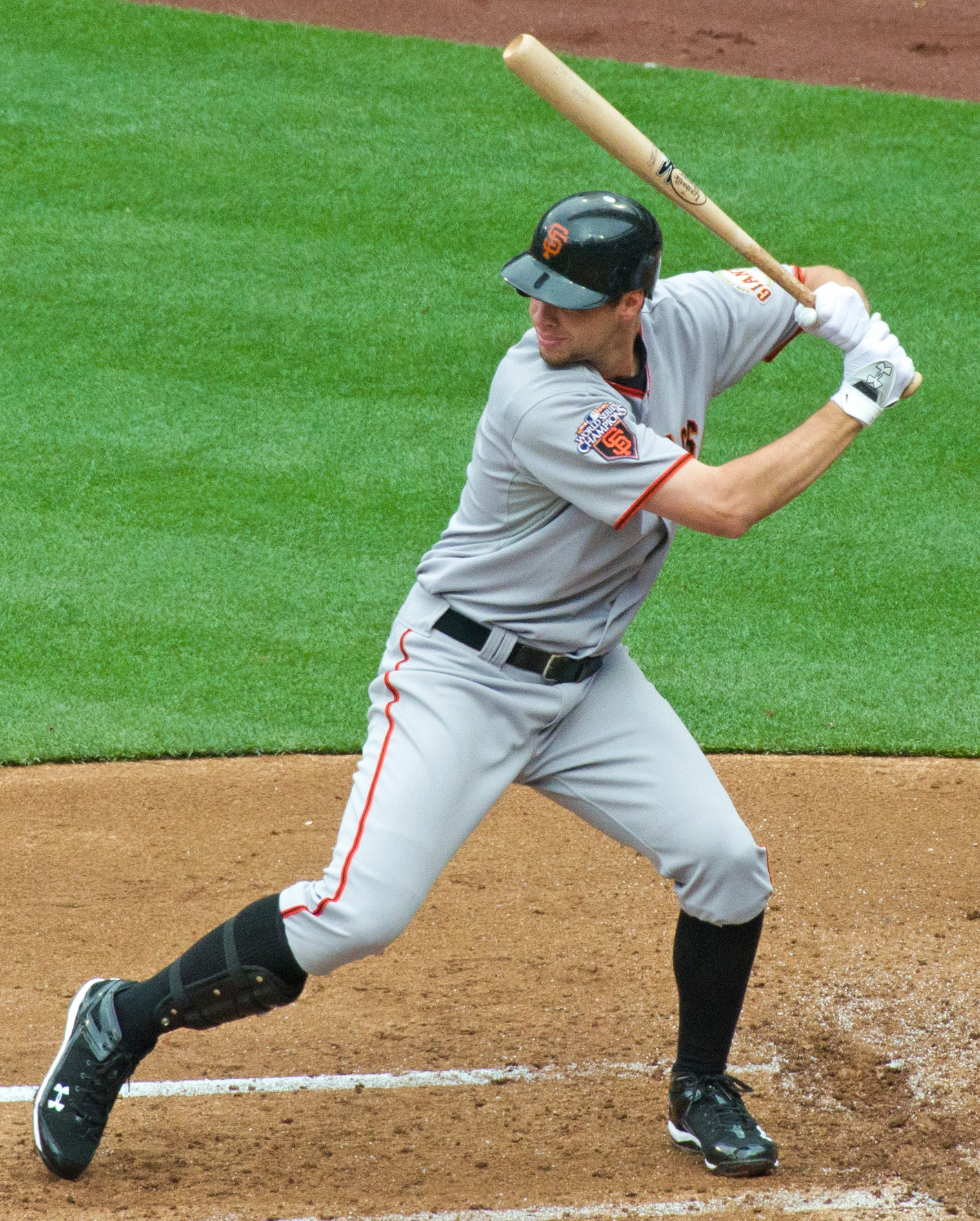
Brandon Belt fait gagner San Francisco avec un circuit en du second match contre Washington.

Les Séries de divisions de la Ligue nationale de baseball 2014 sont deux séries éliminatoires dans la Ligue nationale de baseball, l'une des deux composantes des Ligues majeures de baseball. Elles sont jouées du vendredi 3 octobre au mardi 8 octobre 2014. Les Cardinals de Saint-Louis battent les Dodgers de Los Angeles trois matchs à un et les Giants de San Francisco l'emportent trois parties à une sur les Nationals de Washington pour accéder à la Série de championnat 2014 de la Ligue nationale.
Les Séries de divisions 2014 sont entre autres marquées par le plus long match éliminatoire de l'histoire, les Giants remportant 2-1 en 18 manches le match #2 qui les oppose aux Nationals, au terme de 6 heures et 23 minutes de jeu le 4 octobre.

## Équipes en présence
Les Séries de divisions se jouent au meilleur de cinq parties et mettent aux prises les champions des trois divisions (Est, Centrale et Ouest) de la Ligue nationale, ainsi qu'un des deux clubs qualifiés comme meilleurs deuxièmes.  
Les participants qualifiés comme champions de divisions seront connus à l'issue de la saison 2014 de la Ligue majeure de baseball qui prendra fin le 28 septembre, et le quatrième participant sera connu après la tenue du match de meilleur deuxième.
Dans chaque série, la première équipe à remporter 3 victoires accède au tour éliminatoire suivant. L'équipe ayant conservé la meilleure fiche victoires-défaites en saison régulière a l'avantage du terrain et reçoit son adversaire lors des deux premiers matchs de la série, ainsi que le 5e s'il s'avère nécessaire. Pour les deux séries, des matchs sont programmés pour les 3, 4, 6, 7 et 9 octobre.

## Giants de San Francisco vs Nationals de Washington
Les Nationals de Washington participent aux séries éliminatoires pour la seconde fois de leur histoire après avoir remporté  un 2e titre de division en trois ans. Ils laissent les Braves d'Atlanta 17 matchs derrière dans la division Est et affichent la meilleure performance de la Ligue nationale avec 96 victoires et 66 défaites, soit 10 matchs gagnés de plus que l'année précédente.
Tous comme les Nationals, les Giants de San Francisco font un retour en séries éliminatoires après les avoir ratées en 2013. Avec 88 victoires et 74 défaites en saison régulière, 12 matchs gagnés de plus que l'année précédente, les Giants prennent le second rang de la division Ouest, six parties derrière les Dodgers de Los Angeles. Qualifiés pour la 3e fois en 5 ans, les champions des Séries mondiales de 2010 et 2012 passent en Série de divisions après avoir remporté 8-0 le match de meilleur deuxième qui les opposait aux Pirates de Pittsburgh.
En saison régulière 2014, les Nationals remportent 5 des 7 rencontres qui les opposent aux Giants. Ces deux franchises s'affrontent pour la première fois en séries éliminatoires, et la visite précédente à Washington de la franchise des Giants pour un match éliminatoire datait de 1933, à l'époque où les Giants de New York avaient battu les Senators de Washington (franchise aujourd'hui établie au Minnesota) en Série mondiale.

### Calendrier des rencontres
| Match | Date      | Visiteur                | Hôte                    | Score              |
| ----- | --------- | ----------------------- | ----------------------- | ------------------ |
| 1     | 3 octobre | Giants de San Francisco | Nationals de Washington | 3 - 2              |
| 2     | 4 octobre | Giants de San Francisco | Nationals de Washington | 2 - 1 (18 manches) |
| 3     | 6 octobre | Nationals de Washington | Giants de San Francisco | 4 - 1              |
| 4     | 7 octobre | Nationals de Washington | Giants de San Francisco | 2 - 3              |

### Match 1
Vendredi 3 octobre 2014 au Nationals Park, Washington, District de Columbia.
| Giants de San Francisco | 0 | 0 | 1 | 1 | 0 | 0 | 1 | 0 | 0 | 3 | 12 | 0 |
| Nationals de Washington | 0 | 0 | 0 | 0 | 0 | 0 | 2 | 0 | 0 | 2 | 6  | 0 |
| Lanceurs partants : SF : Jake Peavy WAS : Stephen Strasburg Vic. : Jake Peavy (1-0) Déf. : Stephen Strasburg (0-1) Sauv. : Santiago Casilla (1) HRs: WAS : Bryce Harper (1), Asdrúbal Cabrera (1) |   |   |   |   |   |   |   |   |   |   |    |   |

Pour San Francisco, le lanceur partant Jake Peavy s'amène avec une moyenne de points mérités en carrière de 9,27 dans les séries éliminatoires précédentes. Il n'accorde son premier coup sûr aux Nationals qu'en 5e manche et n'en donne que deux au total. Stephen Strasburg est le lanceur perdant pour Washington : à son premier match éliminatoire en carrière, il ne donne qu'un point mérité mais n'enregistre que deux retraits sur des prises, lui qui en réussit en moyenne un par manche. Buster Posey produit le 3e point des Giants en 7e manche dans une victoire de 3-2, lorsque son coup sûr fait suite à un triple de Joe Panik. Les Nationals laissent moisir 7 coureurs sur les buts, et 5 d'entre eux sont abandonnés par Ian Desmond, retiré par Hunter Strickland alors que les buts sont remplis en fin de 6e manche. Le même Strickland accorde des circuits à Bryce Harper et Asdrubal Cabrera en fin de 7e, mais Washington ne parvient jamais à créer l'égalité. Frappé à 445 pieds du marbre, le circuit de Harper est le plus long de sa carrière.
Avec une 9e victoire de suite en éliminatoires (incluant les 7 derniers matchs de leurs séries de 2012), les Giants établissent un nouveau record de la Ligue nationale, surpassant les 8 victoires de suite remportées par les Reds de Cincinnati en deux occasions différentes, d'abord dans les éliminatoires de 1974 et 1975, puis lors d'une séquence amorcée par leur conquête de la Série mondiale 1990 et terminée 5 ans plus tard en octobre 1995.

### Match 2
Samedi 4 octobre 2014 au Nationals Park, Washington, District de Columbia.
| Giants de San Francisco | 0 | 0 | 0 | 0 | 0 | 0 | 0 | 0 | 1 | 0 | 0 | 0 | 0 | 0 | 0 | 0 | 0 | 1 | 2 | 8 | 0 |
| Nationals de Washington | 0 | 0 | 1 | 0 | 0 | 0 | 0 | 0 | 0 | 0 | 0 | 0 | 0 | 0 | 0 | 0 | 0 | 0 | 1 | 9 | 0 |
| Lanceurs partants : SF : Tim Hudson WAS : Jordan Zimmermann Vic. : Yusmeiro Petit (1-0) Déf. : Tanner Roark (0-1) Sauv. : Hunter Strickland (1) HRs : SF : Brandon Belt (1) |   |   |   |   |   |   |   |   |   |   |   |   |   |   |   |   |   |   |   |   |   |

Ce match de 18 manches joué en 6 heures et 23 minutes est le plus long de l'histoire des séries éliminatoires. Il dure 33 minutes de plus que le 4e affrontement de la Série de division 2005 gagné par les Astros de Houston sur les Braves d'Atlanta, aussi en 18 manches. Cent-six retraits avaient été effectués au total dans ce dernier match, contre 108 dans le match Giants-Nationals.
Le partant Jordan Zimmermann n'accorde que 3 coups sûrs et blanchit les Giants en 8 manches et deux tiers lancées. Son adversaire Tim Hudson limite Washington à un point et réussit 8 retraits sur des prises en 7 manches et un tiers. Après avoir retiré 20 adversaires de suite, Zimmermann concède à Joe Panik un but-sur-balles en 9e manche, avec un seul retrait à faire pour la victoire de 1-0. C'est à ce moment que le gérant des Nationals, Matt Williams, décide de le remplacer par son stoppeur, Drew Storen. Celui-ci accorde un simple à Buster Posey, puis un double à Pablo Sandoval. Panik marque le point égalisateur mais Posey est de justesse retiré au marbre sur un relais de Bryce Harper au champ gauche à l'intercepteur Ian Desmond puis au receveur Wilson Ramos. La décision sur le jeu au marbre est confirmée par la reprise vidéo. Les deux clubs devront jouer l'équivalent d'un match supplémentaire pour faire un maître : le circuit de Brandon Belt, qui n'avait jusque-là pas sorti une balle de l'avant-champ en 6 passages au bâton, contre Tanner Roark donne une victoire de 2-1 aux Giants en 18e manche. Pour San Francisco, Yusmeiro Petit lance 7 manches en relève, de la 12e à la 17e, puis Hunter Strickland réalise le sauvetage. Anthony Rendon est le seul joueur du Washington à connaître un certain succès en offensive avec 4 coups sûrs, un record de franchise en éliminatoires, réussis en 7 présences au bâton. En 10e manche, Asdrúbal Cabrera et Matt Williams des Nationals sont expulsés de la rencontre pour avoir critiqué la zone de prises de l'arbitre au marbre Vic Carapazza.

### Match 3
Lundi 6 octobre 2014 au AT&T Park,  San Francisco, Californie.
| Nationals de Washington | 0 | 0 | 0 | 0 | 0 | 0 | 3 | 0 | 1 | 4 | 7 | 0 |
| Giants de San Francisco | 0 | 0 | 0 | 0 | 0 | 0 | 0 | 0 | 1 | 1 | 6 | 1 |
| Lanceurs partants : WAS : Doug Fister SF : Madison Bumgarner Vic. : Doug Fister (1-0) Déf. : Madison Bumgarner (0-1) HRs : WAS : Bryce Harper (2) |   |   |   |   |   |   |   |   |   |   |   |   |

La série de victoires consécutives des Giants en matchs éliminatoires s'arrête à 10, un record de la Ligue nationale. De retour à San Francisco, ils s'inclinent 4-1 devant Washington au terme d'un duel de lanceurs entre Doug Fister des Nationals et Madison Bumgarner des Giants. Ce dernier tient en respect l'offensive adverse jusqu'en 7e manche lorsqu'il commet une coûteuse erreur lors d'une tentative d'amorti de Wilson Ramos. Pensant réussir un retrait au troisième but, Bumgarner envoie la balle dans le champ gauche, laissant deux points marquer pour briser l'égalité de 0-0. Doug Fister donne 4 coups sûrs et 3 buts-sur-balles mais aucun point pour mériter la victoire. Dans la défaite de San Francisco, Pablo Sandoval prolonge (et termine) à 14 sa série de matchs avec au moins un coup sûr, un match de moins que le record de la Ligue nationale en éliminatoires détenu par Marquis Grissom.

### Match 4
Mardi 7 octobre 2014 au AT&T Park,  San Francisco, Californie.
| Nationals de Washington | 0 | 0 | 0 | 0 | 1 | 0 | 1 | 0 | 0 | 2 | 4 | 1 |
| Giants de San Francisco | 0 | 2 | 0 | 0 | 0 | 0 | 1 | 0 | X | 3 | 9 | 0 |
| Lanceurs partants : WAS : Gio Gonzalez SF : Ryan Vogelsong Vic. : Hunter Strickland (1-0) Déf. : Matt Thornton (0-1) Sauv. : Santiago Casilla (2) HRs : WAS : Bryce Harper (3) |   |   |   |   |   |   |   |   |   |   |   |   |

Ryan Vogelsong et trois releveurs limitent les Nationals à 4 coups sûrs dans la victoire de 3-2 des Giants qui leur permet de conclure la série. San Francisco marque les deux premiers points, non mérités, en 2e manche : Gio Gonzalez, partant pour Washington, commet une erreur en voulant récupérer un roulant frappé par Juan Pérez, un amorti de Vogelsong entraîne une confusion en défensive entre Gonzalez et Anthony Rendon permettant au lanceur des Giants d'être sauf, puis Gregor Blanco soutire un but-sur-balles avec les buts remplis. Un roulant de Joe Panik fait marquer un second point. 

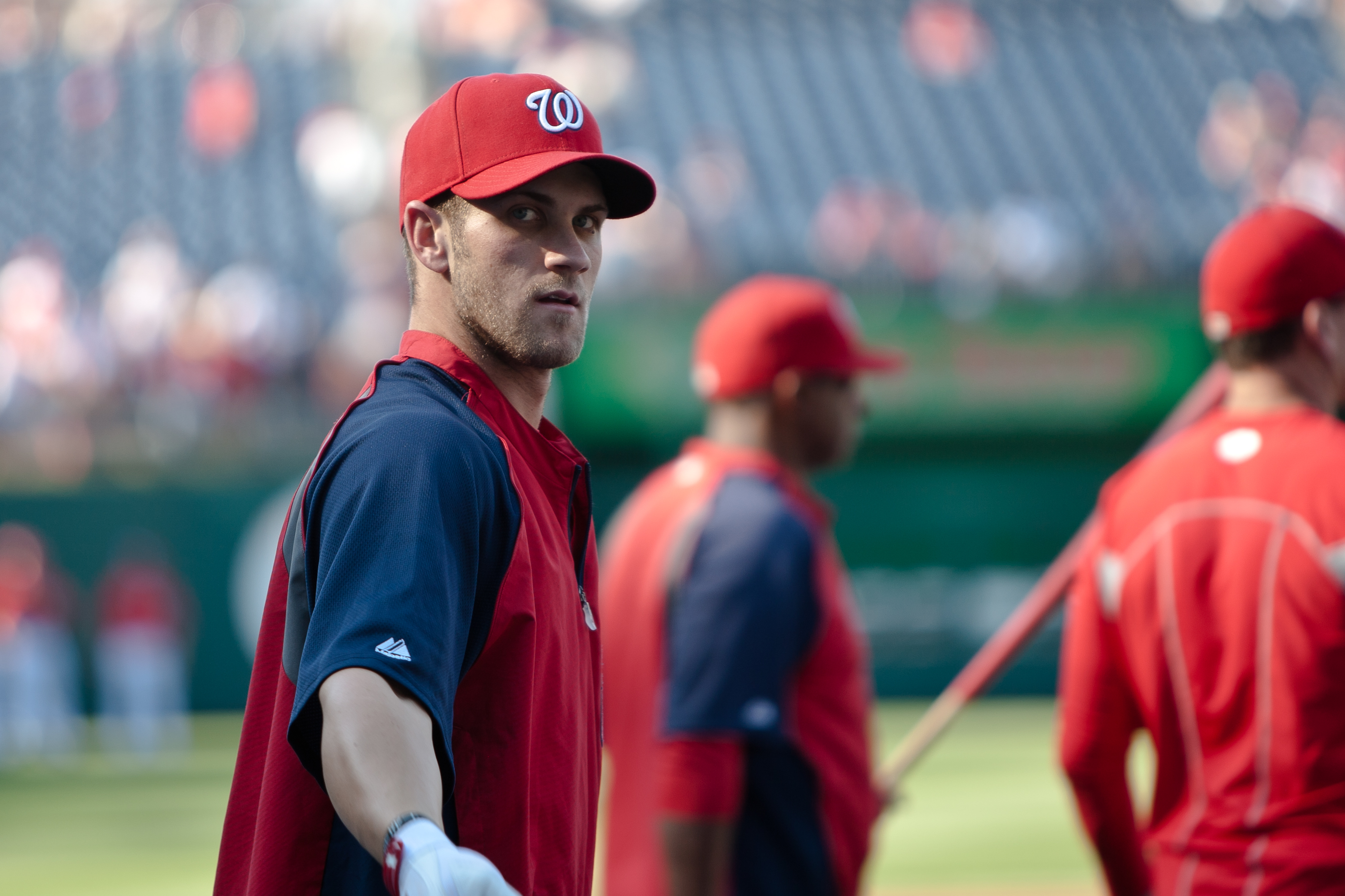
Bryce Harper des Nationals de Washington.

Bryce Harper crée l'égalité avec un double en 5e reprise puis avec un circuit en 7e manche, son 3e de la série et son 2e contre le lanceur Hunter Strickland. Avec 4 circuits en éliminatoires (incluant ses performances en 2012) avant l'âge de 22 ans, Harper rejoint dans un groupe sélect Mickey Mantle, Andruw Jones et Miguel Cabrera. Les Giants l'emportent sur le point marqué par Panik en fin de 7e à la suite du mauvais lancer d'Aaron Barrett. Sur la séquence suivante, un jeu peu commun survient : lors d'un but-sur-balles intentionnel à Pablo Sandoval, Barrett lance la 4e balle hors de la portée du receveur Wilson Ramos, mais ce dernier récupère la balle assez rapidement pour la renvoyer à Barrett, qui couvre le marbre, et retirer Buster Posey qui tentait de marquer un autre point pour San Francisco. Sergio Romo et Santiago Casilla lancent les deux dernières manches sans accorder de point à Washington. En défensive, Hunter Pence se distingue au champ droit pour San Francisco en effectuant un attrapé spectaculaire à la clôture sur un coup puissamment frappé par Jayson Werth. Pour la seconde fois en trois ans, les Nationals sont la meilleure équipe de la Ligue nationale mais sont éliminés dès la Série de division.

## Cardinals de Saint-Louis vs Dodgers de Los Angeles

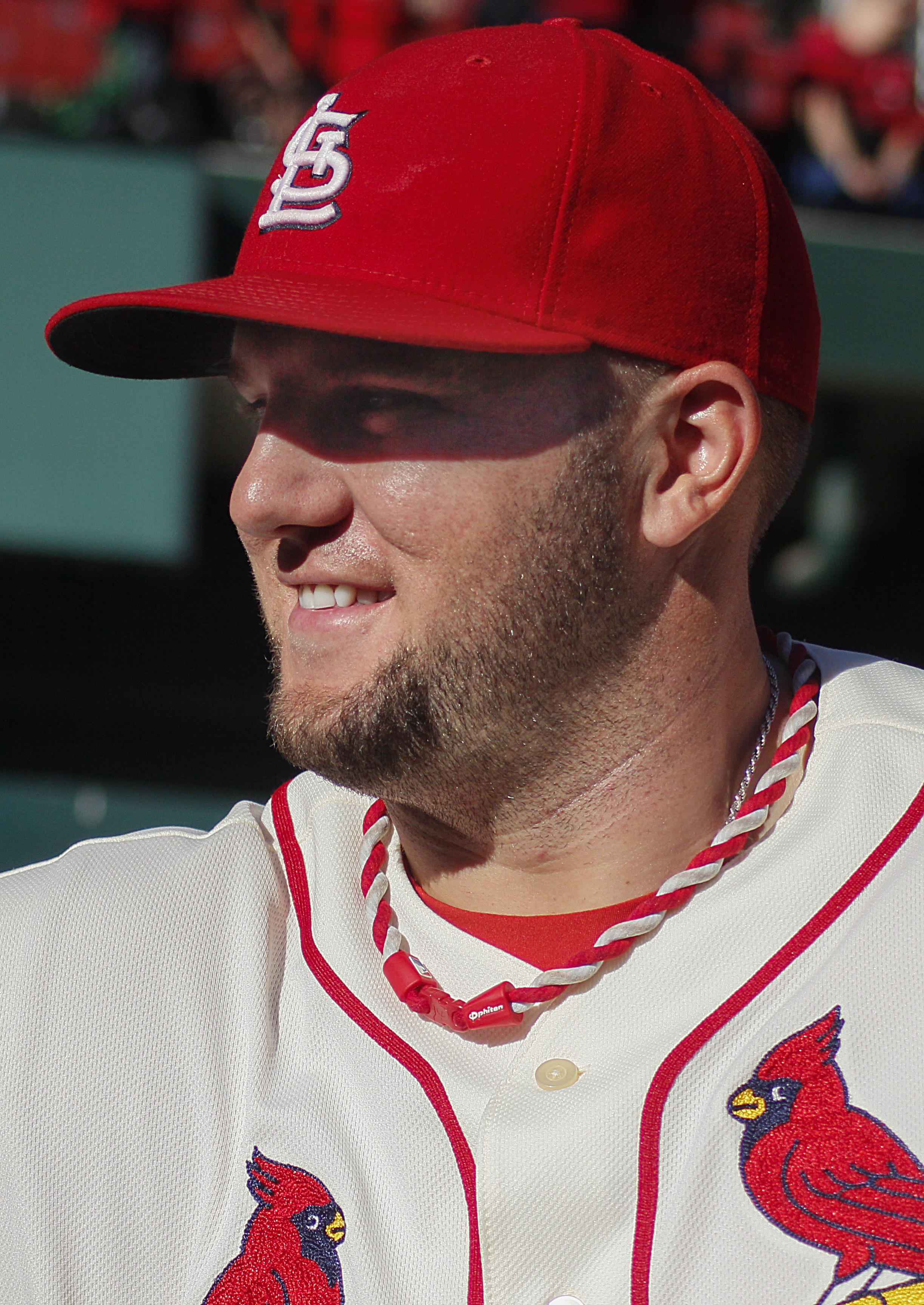
Matt Adams, des Cardinals, frappe un circuit décisif dans le dernier match face aux Dodgers.

Les Dodgers de Los Angeles remportent en 2014 un second titre consécutif de la division Ouest de la Ligue nationale, avec 94 victoires, 68 défaites et 6 matchs d'avance sur le club de seconde place, les Giants de San Francisco. Ils gagnent deux matchs de plus qu'en 2013 et affichent le 2e meilleur dossier de la Ligue nationale après les Nationals de Washington.
Les Cardinals de Saint-Louis gagnent eux aussi le titre de leur division pour la 2e année de suite : malgré 7 victoires de moins qu'en 2013, ils coiffent la division Centrale avec 90 gains et 72 revers, deux succès de plus que leurs poursuivants, les Pirates de Pittsburgh. Il s'agit d'une 7e saison gagnante de suite, d'une 4e qualification consécutive et d'une 5e en 6 ans pour les séries éliminatoires. Les Cardinals sont derniers de la Ligue nationale en 2014 pour les coups de circuit, avec 105, leur plus bas total depuis 1992.
En saison régulière 2014, les Dodgers ont remporté 4 des 7 matchs joués contre les Cardinals. Ces deux adversaires s'affrontent en éliminatoires pour la 5e fois. Saint-Louis a gagné 3 des 4 duels précédents, dont la Série de championnat 2013 de la Ligue nationale, enlevée 4 victoires à deux sur les Dodgers.

### Calendrier des rencontres
| Match | Date      | Visiteur                 | Hôte                     | Score  |
| ----- | --------- | ------------------------ | ------------------------ | ------ |
| 1     | 3 octobre | Cardinals de Saint-Louis | Dodgers de Los Angeles   | 10 - 9 |
| 2     | 4 octobre | Cardinals de Saint-Louis | Dodgers de Los Angeles   | 2 - 3  |
| 3     | 6 octobre | Dodgers de Los Angeles   | Cardinals de Saint-Louis | 1 - 3  |
| 4     | 7 octobre | Dodgers de Los Angeles   | Cardinals de Saint-Louis | 2 - 3  |

### Match 1
Vendredi 3 octobre 2014 au Dodger Stadium, Los Angeles, Californie.
| Cardinals de Saint-Louis | 1 | 0 | 0 | 0 | 0 | 1 | 8 | 0 | 0 | 10 | 10 | 0 |
| Dodgers de Los Angeles | 0 | 0 | 2 | 2 | 2 | 0 | 0 | 2 | 1 | 9  | 16 | 0 |
| Lanceurs partants : STL : Adam Wainwright LAD : Clayton Kershaw Vic. : Marco Gonzales (1-0) Déf. : Clayton Kershaw (0-1) HRs : STL : Randal Grichuk (1), Matt Carpenter (1), Matt Holliday (1) LAD : A. J. Ellis (1), Adrian Gonzalez (1) |   |   |   |   |   |   |   |   |   |    |    |   |

Le meilleur lanceur des majeures, Clayton Kershaw des Dodgers, est opposé au second meilleur lanceur de la Ligue nationale, Adam Wainwright, laissant présager un duel entre deux partants de grande qualité,. Tout le contraire se produit : Wainwright alloue 6 points sur 11 coups sûrs en seulement 4 manches et un tiers lancées, tandis que Kershaw perd une avance de 6-1 et, malgré 10 retraits sur des prises, donne aux Cardinals 8 points sur 8 coups sûrs en 6 manches et deux tiers. Il est notamment victime de deux des trois circuits de Saint-Louis, ceux de Randal Grichuk et Matt Carpenter. En début de 7e manche et perdant 6-2, les Cardinals inscrivent 8 points, dont deux sur un double de Carpenter (qui termine sa soirée avec 4 points produits) et trois sur un circuit de Matt Holliday aux dépens du releveur Pedro Báez. Les Dodgers ne s'avouent pas vaincus et répliquent avec deux points en 8e manche sur un circuit d'Adrian Gonzalez, puis un autre en 9e, mais Trevor Rosenthal retire Yasiel Puig sur des prises avec un coureur au troisième but pour protéger la victoire de 10-9 des Cardinals.

### Match 2
Samedi 4 octobre 2014 au Dodger Stadium, Los Angeles, Californie.
| Cardinals de Saint-Louis | 0 | 0 | 0 | 0 | 0 | 0 | 0 | 2 | 0 | 2 | 5 | 1 |
| Dodgers de Los Angeles | 0 | 0 | 2 | 0 | 0 | 0 | 0 | 1 | X | 3 | 8 | 0 |
| Lanceurs partants : STL : Lance Lynn LAD : Zack Greinke Vic. : Brandon League (1-0) Déf. : Pat Neshek (0-1) Sauv. : Kenley Jansen (1) HRs : STL : Matt Carpenter (2) LAD : Matt Kemp (1) |   |   |   |   |   |   |   |   |   |   |   |   |

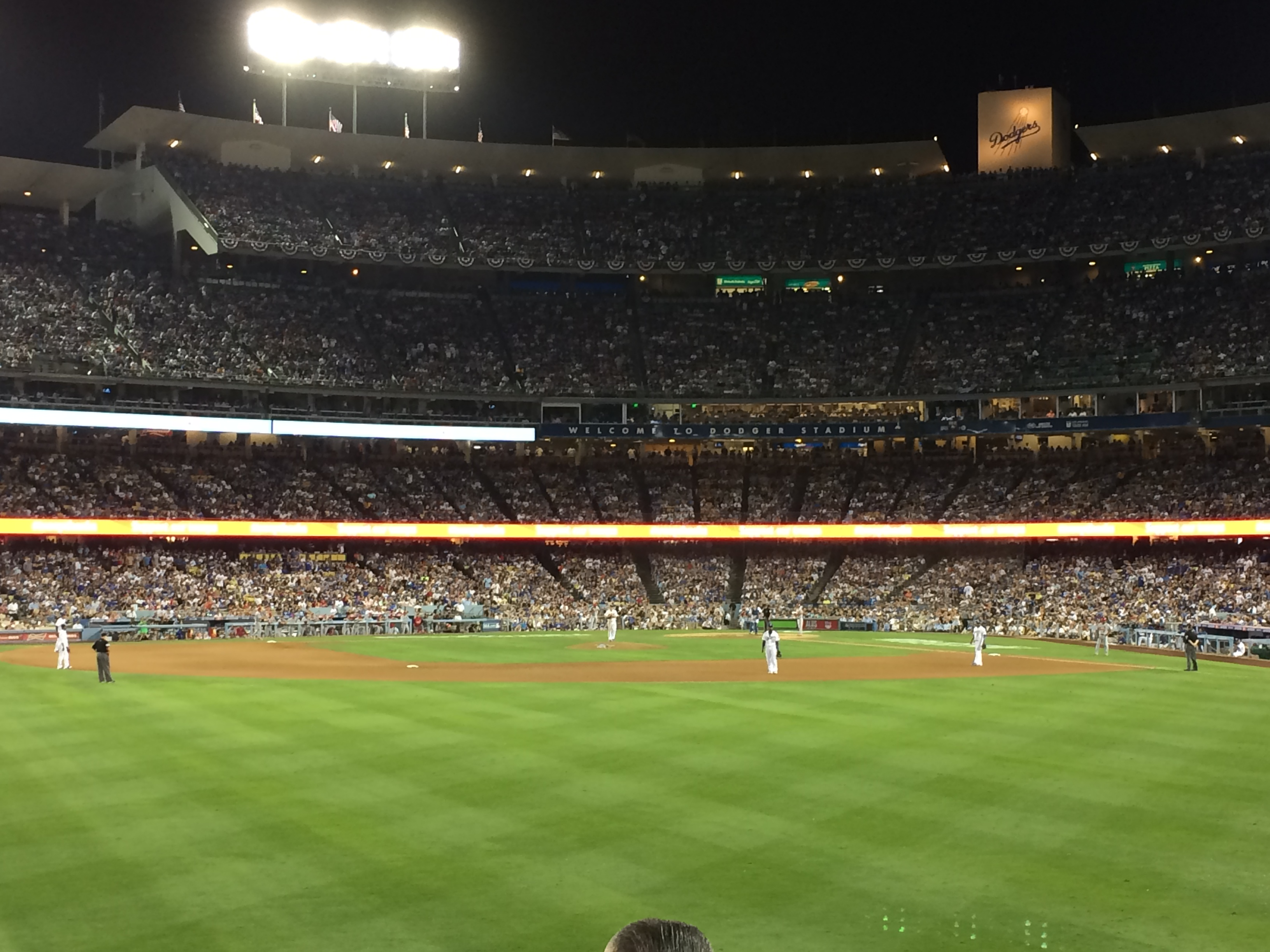
Deuxième match de la série le 4 octobre 2014 au Dodger Stadium de Los Angeles.

Au monticule pour les Dodgers, Zack Greinke blanchit les Cardinals durant 7 manches, n'allouant que deux coups sûrs et enregistrant 7 retraits sur des prises. Il réussit lui-même un coup sûr et marque en 3e manche le premier point du match. Un coup frappé ensuite par Dee Gordon entraîne un jeu forcé entre le premier et le deuxième but. Le joueur de deuxième but des Cardinals, Kolten Wong, croit avoir retiré Greinke, mais le lanceur des Dodgers est déclaré sauf après révision de la séquence vidéo, Wong ayant touché Greinke avec son gant, mais sans la balle. Un point marque sur le jeu, puis Adrian Gonzalez en fait compter un second contre Lance Lynn. Appelé en relève à Greinke avec une avance de 2-0, J. P. Howell alloue un circuit de deux points à Matt Carpenter, qui crée l'égalité pour Saint-Louis en début de 8e reprise. Dès leur retour au bâton, Matt Kemp réplique pour Los Angeles avec un circuit d'un point contre Pat Neshek qui donne la victoire, 3-2, aux Dodgers.

### Match 3
Lundi 6 octobre 2014 au Busch Stadium, Saint-Louis, Missouri.
| Dodgers de Los Angeles | 0 | 0 | 0 | 0 | 0 | 1 | 0 | 0 | 0 | 1 | 7  | 0 |
| Cardinals de Saint-Louis | 0 | 0 | 1 | 0 | 0 | 0 | 2 | 0 | X | 3 | 11 | 0 |
| Lanceurs partants : LAD : Hyun-jin Ryu STL : John Lackey Vic. : John Lackey (1-0) Déf. : Scott Elbert (0-1) Sauv. : Trevor Rosenthal (2) HRs: STL : Matt Carpenter (3), Kolten Wong (1) |   |   |   |   |   |   |   |   |   |   |    |   |

Deux autres circuits valent aux Cardinals une victoire de 3-1 dans le 3e match de leur série face aux Dodgers. En 3e manche, Matt Carpenter frappe son 3e en autant de matchs, puis Kolten Wong brise une égalité de 1-1 en fin de 7e manche avec un circuit de deux points aux dépens de Scott Elbert. Ce match est joué devant 47 574 spectateurs, la plus imposante foule de l'histoire du Busch Stadium III.

### Match 4
Mardi 7 octobre 2014 au Busch Stadium, Saint-Louis, Missouri.
| Dodgers de Los Angeles | 0 | 0 | 0 | 0 | 0 | 2 | 0 | 0 | 0 | 2 | 8 | 0 |
| Cardinals de Saint-Louis | 0 | 0 | 0 | 0 | 0 | 0 | 3 | 0 | X | 3 | 4 | 0 |
| Lanceurs partants : LAD : Clayton Kershaw STL : Shelby Miller Vic. : Marco Gonzales (2-0) Déf. : Clayton Kershaw (0-2) Sauv. : Trevor Rosenthal(3) HRs: STL : Matt Adams (1) |   |   |   |   |   |   |   |   |   |   |   |   |

Moins de 4 jours après avoir lancé le premier match de la série, Clayton Kershaw est de retour au monticule pour Los Angeles. Il réussit 9 retraits sur des prises dans la partie et son équipe lui donne une avance de deux points, marqués en 6e manche. Les Dodgers auraient pu en marquer davantage, mais la manche prend fin lorsque le receveur des Cardinals, Yadier Molina, échappe un lancer de Shelby Miller mais récupère la balle à temps pour lancer au troisième but pour retirer le coureur, Andre Ethier, qui s'était trop éloigné du coussin. Ethier est déclaré sauf par l'arbitre mais la décision est renversée à la suite du visionnement de la reprise vidéo. Ethier jouait ce match au champ centre à la place de la vedette Yasiel Puig, que le gérant des Dodgers, Don Mattingly, écarte de l'alignement partant après l'avoir vu être retiré sur des prises 7 fois à ses 8 dernières présences au bâton. Puig n'apparaît que comme coureur suppléant en 9e manche.
Kershaw ne donne qu'un coup sûr aux Cardinals en 6 manches, mais en fin de 7e, les deux premiers frappeurs qu'il affronte, Matt Holliday et Jhonny Peralta, récoltent des simples, puis Matt Adams enchaîne avec un circuit de 3 points qui fait gagner Saint-Louis, 3-2. Les Cardinals éliminent les Dodgers pour la deuxième année consécutive.